# Chiesa di San Marco Vecchio
La chiesa di San Marco Vecchio è un luogo di culto cattolico che si trova nella zona nord-est di Firenze, in via Faentina.

È ricordata dallo scrittore Bruno Cicognani nel suo "L'età favolosa" del 1940: 

## Storia
È citata dal 1058, quando ebbe il nome di San Marco al Mugnone per essere vicina al torrente che scorre lungo via Faentina. 
Appartenne ai monaci Silvestrini, prima che si trasferissero nella sede urbana di San Marco al Cafaggio.
Dipendente dal Capitolo di San Lorenzo, è una fra le chiese più antiche del contado fiorentino, anche se ha subìto diverse trasformazioni nel corso del tempo, soprattutto nel 1894, quando venne realizzata l'attuale facciata.
Nel dicembre del 1631, in attesa di essere solennemente traslata in San Lorenzo, la salma della granduchessa Maria Maddalena d'Austria, morta a Trento, fu qui deposta per la durata di un giorno.
Nell'ampliamento del 1932 venne aggiunta la parte presbiteriale con deambulatorio e cupola con tiburio ottagonale. Il campanile è del 1945. L'interno a due navate, tetto a capriate e pavimento mattonellato in bianco e nero, presenta opere d'arte moderne, come un olio su tela di Antonio Ciseri con la Madonna di Lourdes (1879) 
Sono degli anni trenta del Novecento i dipinti: Sant'Antonio da Padova, Gesù falegname, Santa Gemma Galgani e Sacro Cuore di Gesù di Alberto Zardo. Di Alfredo Cifariello è presente una Deposizione dalla Croce. Sul primo pilastro, sopra l'acquasantiera, è addossato l'altorilievo in terracotta patinata di Marcello Tommasi del 1983 rappresentante il Battesimo di Gesù. Più recente (2007) l'acquisizione di un dipinto di Gregory Burney: San Michele arcangelo.

## Galleria d'immagini

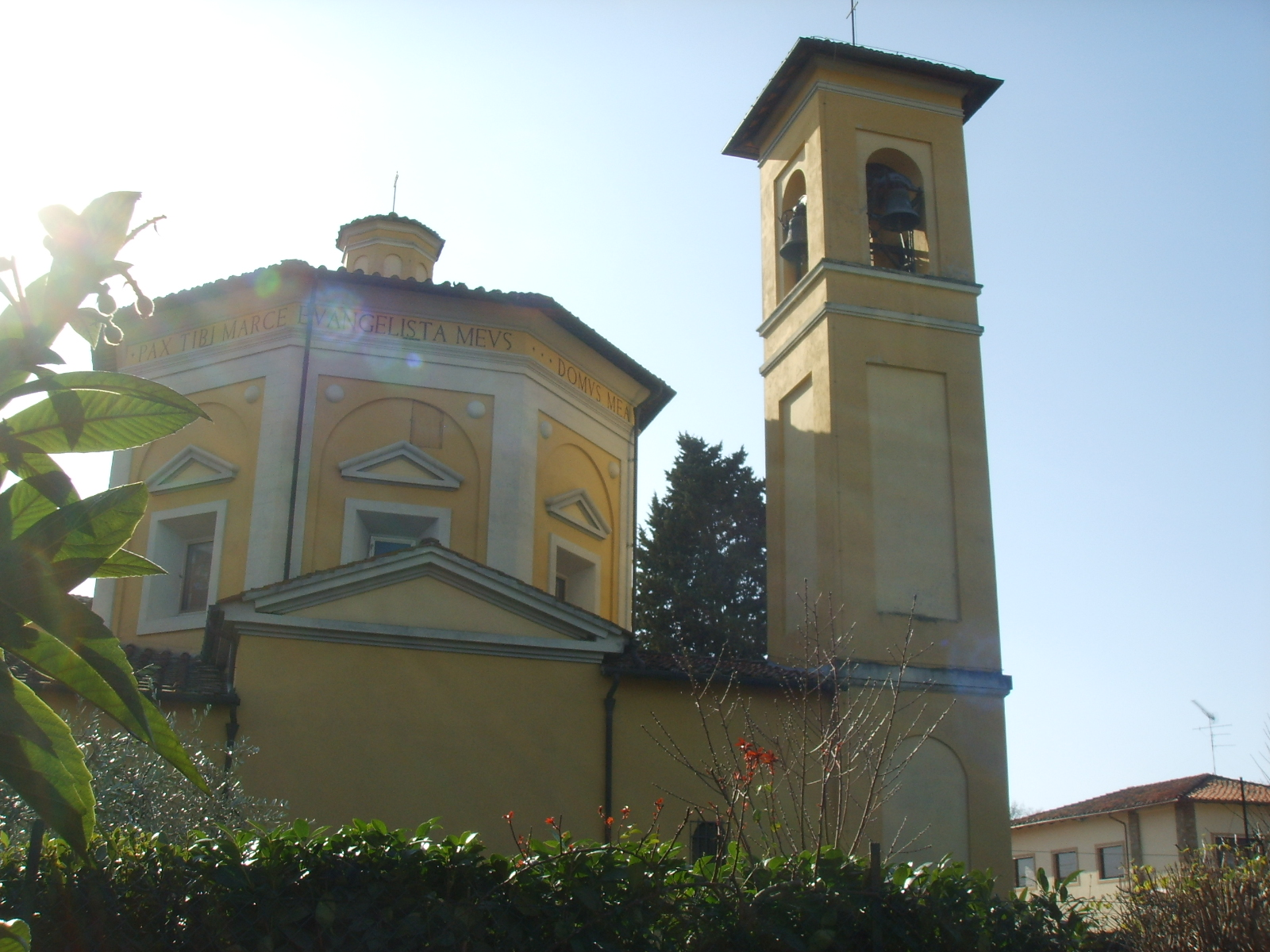
Il tiburio e il campanile
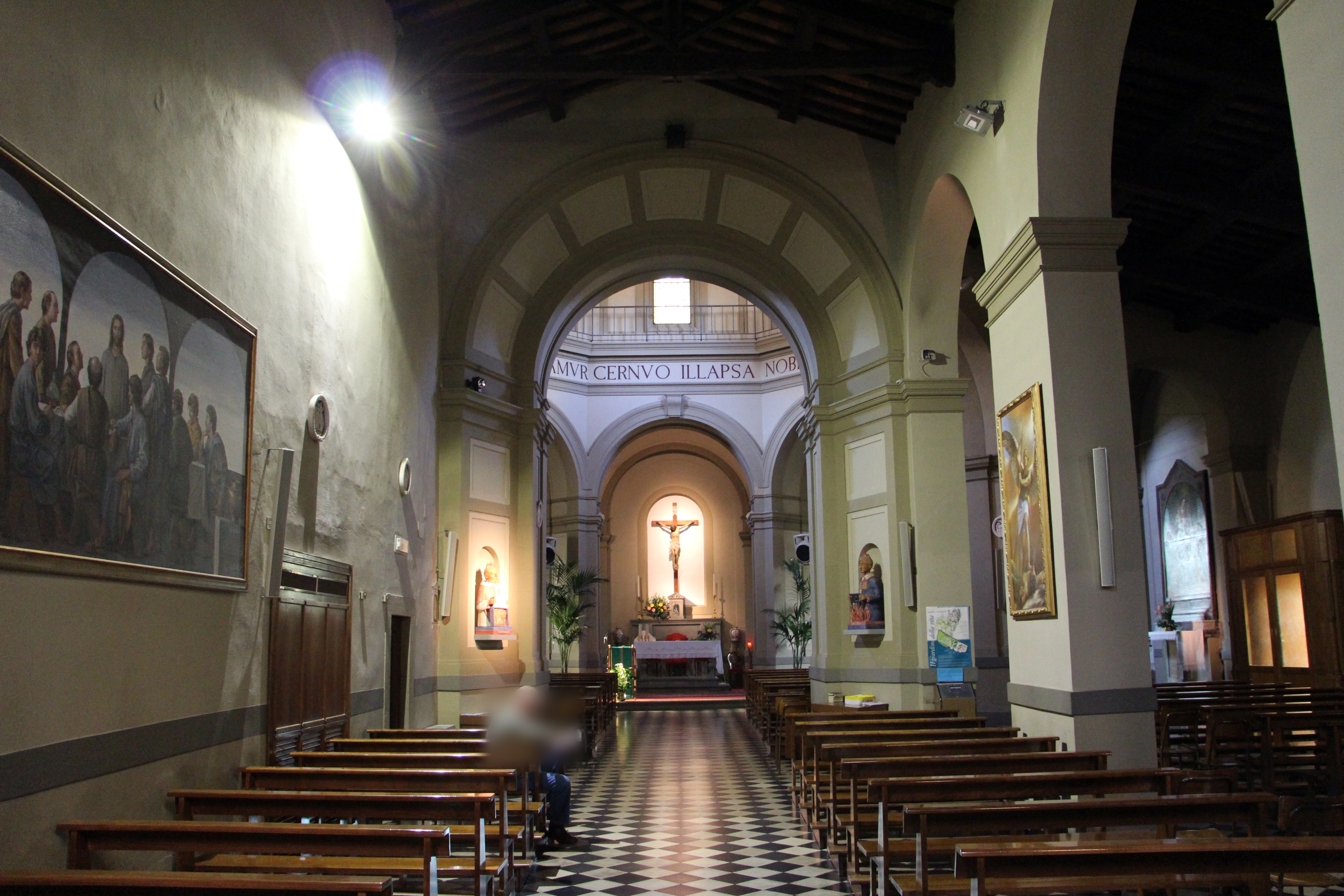
Interno
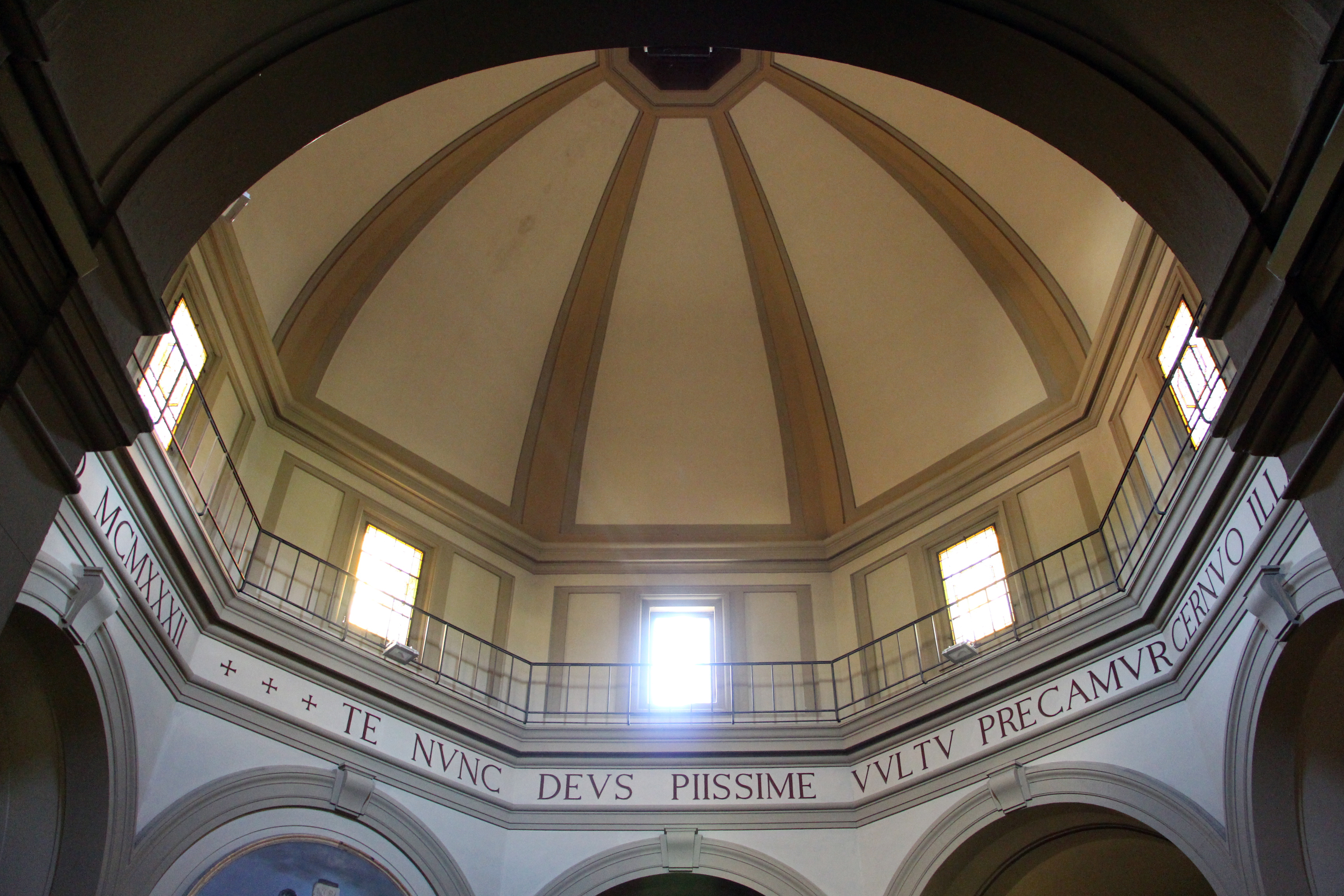
Interno del tiburio